# Sindrome di Kessler

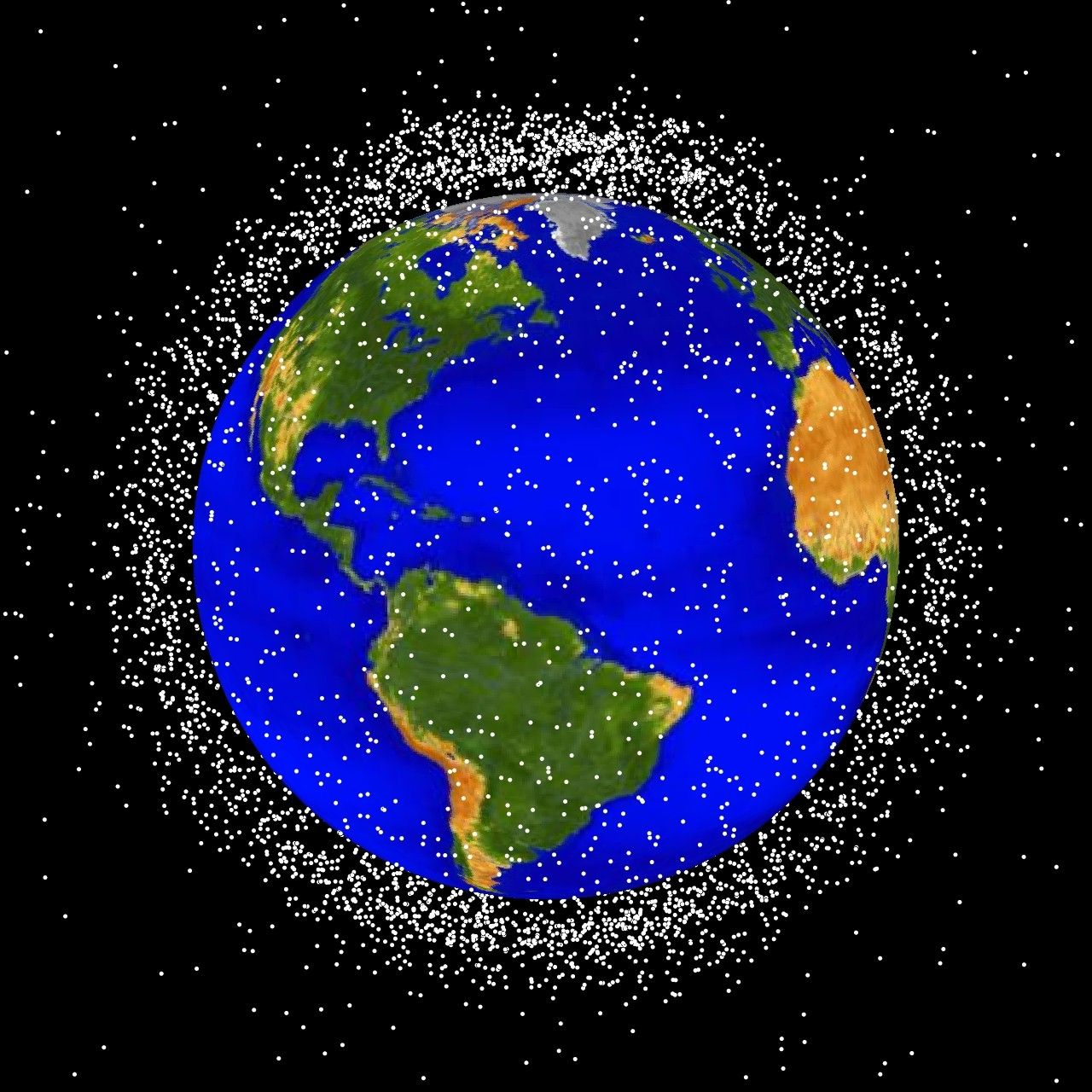
Detriti localizzati su orbite LEO

La sindrome di Kessler è uno scenario, proposto nel 1978 dal consulente statunitense della NASA Donald J. Kessler, in cui il volume di detriti spaziali che si trovano in orbita bassa intorno alla Terra diventa così elevato che gli oggetti in orbita vengono spesso in collisione, creando così una reazione a catena con incremento esponenziale del volume dei detriti stessi e quindi del rischio di ulteriori impatti. La conseguenza diretta del realizzarsi di tale scenario consiste nel fatto che il crescente numero di rifiuti in orbita renderebbe impossibile per molte generazioni l'esplorazione spaziale e anche l'uso dei satelliti artificiali.

## Produzione e distruzione dei rifiuti
Ogni satellite artificiale, sonda spaziale e missione con equipaggio può rappresentare una sorgente di rifiuti spaziali. Siccome il numero di satelliti in orbita è in aumento e i vecchi apparecchi diventano obsoleti e non operativi, il rischio di uno scenario del tipo di quello prospettato dalla sindrome di Kessler cresce di continuo. D'altro canto, all'altezza delle orbite basse, che sono quelle più usate, la resistenza residua dell'aria, producendo la combustione degli oggetti in caduta, aiuta a mantenere sgombra questa zona. Anche le collisioni che avvengono al di sotto di questa altitudine non costituiscono un problema, dal momento che la perdita di energia nella collisione fa in modo che le orbite dei frammenti abbiano un perigeo di nuovo al di sotto di questa quota.
Ad altitudini superiori a quelle in cui la resistenza atmosferica è significativa, la persistenza dei rifiuti prima del decadimento dell'orbita risulta molto maggiore. Una debole resistenza aerodinamica, l'influenza della Luna e la resistenza del vento solare possono portare gradualmente i rifiuti verso quote inferiori da cui poi i frammenti finiscono per rientrare sulla Terra, ma se la quota iniziale è molto elevata questo processo può durare dei millenni.

## Rischio
La sindrome di Kessler è particolarmente insidiosa a causa del cosiddetto effetto cascata o effetto domino. Infatti le velocità relative degli oggetti in orbita possono raggiungere i 16 km/s (57.600 km/h). L'energia cinetica della collisione tra due oggetti di massa piuttosto grande (diametri di qualche centimetro o decimetro) crea una nuvola di detriti sotto forma di schegge lanciate in direzioni casuali. Quindi ogni frammento può indurre ulteriori impatti, creando un numero ancora maggiore di rifiuti spaziali. Una collisione abbastanza grande, ad esempio tra una stazione spaziale e un satellite ormai fuori uso, genererebbe a cascata una quantità di detriti sufficiente a rendere il livello di orbita bassa praticamente inattraversabile.
Il problema dei rifiuti spaziali è molto difficile da risolvere in maniera diretta, dal momento che le piccole dimensioni e le alte velocità che caratterizzano la maggior parte dei rifiuti rendono praticamente inattuabile il loro recupero e smaltimento.

## Fantascienza
- Una versione fantascientifica della sindrome di Kessler è rappresentata nel film del 2013 Gravity, di Alfonso Cuarón. Nel film l'imprudente abbattimento di un satellite spia con un missile provoca una reazione a catena che si conclude con la distruzione di uno Space Shuttle e la morte del suo equipaggio, del telescopio spaziale Hubble, della Stazione spaziale internazionale e della Stazione Spaziale Cinese. Nel film ci si concentra sul destino della protagonista e non sono analizzate le conseguenze sui futuri viaggi spaziali.

- Nel manga Planetes, la sindrome di Kessler viene spesso citata, poiché i protagonisti sono degli astronauti che lavorano per una compagnia privata che si occupa di recuperare detriti spaziali onde evitare collisioni e microimpatti con i mezzi in orbita. Il rischio di una reazione a catena che renda inagibile un'orbita viene direttamente affrontato per le minacce di gruppi terroristici e per le tensioni politiche fra potenze, casi in cui la distruzione di satelliti o stazioni spaziali rischia di proiettare frammenti in quantità incalcolabile.

- Nel film della Disney Pixar Wall-E, il futuro pianeta terra è circondato da una spessa coltre di rottami satellitari. Lo stesso Wall-E entra in collisione con quello che sembra essere lo Sputnik-1, al momento della sua uscita dall'atmosfera.

- Yu-Gi-Oh! 5D's è presente il personaggio Kalin Kessler, una citazione allo scienziato proponitore.